# 水猴子
水猴子，又称水猴、水鬼、水狮鬼等，是一种中国民间传说中的神秘生物。据说它生存于淡水区域，具有两栖的特征；主要以水中的鱼虾为食，偶尔害人淹死后也会吸尸体的血。 对于水猴子的真面目，有水獭一说。传说还常将水猴子和河童混为一谈。

## 定义
有说法认为水猴子是一种类似于猴子的未知动物。也有说法认为水猴子是溺水死亡的人的鬼魂。两种说法的共同之处都是水猴子都会攻击杀害在水中的人。

## 传说与记录

### 神物说
传说中的水猴子有更为神秘的特点。
（1）水猴子会把岸上的人或动物拖下水；
（2）水猴子在水里力大无穷，一旦被其拖入水中便很难上岸；
（3）主要在夜间活动；
（4）一旦上岸便失去了神奇的力量；
（5）水猴子惧怕红色。
显然这些特征是水獭说无法解释的，水獭只能袭击体型较小的生物。而传说中的水猴子竟然可以把牛这样的大型生物拖下水。于是一部分人认为水猴子是不同与水獭的另一种尚未被人类发现的神秘生物。
清代官员薛福成所著的《庸庵笔记》里，有《水鬼白昼拉人》和《水鬼假冒舢板船》的故事。
中国多地都有水猴子拖人下水的传说。2016年，安徽池州一名洗衣妇人在水深仅及腰的河里溺水，部分网友看过影片後猜测有水猴子拖扯该妇人。

## 被辟谣的目击事件
- 2015年，网络上流传一段“深圳水库捕获水猴子”的影片，但专家檢視過後表示动物为生病的马来熊[7]。也有标题版本是“湛江发现水鬼”[8]，也有版本是在吴川江心岛[9]。
- 2016年，在微信朋友圈流传一段“朋友抓到水猴子”的14秒影片，但专家看过影片后表示动物是树懒[10]。

## 流行文化
- 电视剧《河神》前八集里，“水猴子”案引出了“丁卯之父丁义秋玄武像沉尸案”、“深闺小姐薛媛媛溺死案”[11]。

- 中国影片《水怪》取材于水猴子传说，电影里的水猴子攻击力极强，杀死多名村民[12]。
- 著名抖音科普博主“无穷小亮”在他的“网络热门生物鉴定”系列视频里，每期都会用诙谐幽默的方式辟谣一个所谓的“水猴子”视频  （页面存档备份，存于），“水猴子”也一度成为知名网络热梗。

## 衍生文化
- 水鬼部队：台湾军方的特种部队“海龙”部队，擅长于海上长泳，有“水鬼”称号[13]。

- 水鬼手表：劳力士手表的潜航者系列，在中国被俗称为“水鬼”[14]。

- 水猴子病：传染性软疣俗称“水瘊子”[15]，“瘊”与“猴”相似，所以“水瘊子”有时会被误用成“水猴子”[16][17]。

- 水鬼植物：中国植物分类中，石蒜科下有水鬼蕉属（学名：Hymenocallis）。

- 黄河水鬼：黄河边有一些以打捞溺水者尸体为业的人，被称为黄河“水鬼”[18]。